# Підповерх
Підповерх (рос. подэтаж, англ. sublevel, story, нім. Teilsohle f) — частина поверху з самостійним комплексом підготовчих, нарізних і очисних виробок, обмежена за падінням двома штреками (ортами).
Висота підповерху — від 10–15 до 30–40 м.